# Trelew
Trelew (pronuncia spagnola [tɾeˈleu]) è una città della provincia argentina del Chubut, in Patagonia. 
È il principale centro di lavorazione della lana dell'intera Argentina.

## Geografia
Trelew è situata sulla sponda sinistra del fiume Chubut, a circa 20 km est dal capoluogo provinciale Rawson. La città sorge lungo il percorso della Ruta Nacional 3, ad una distanza di 1.500 km da Buenos Aires.

## Storia
Questa città è stata fondata nel 1865 da un gruppo di immigrati gallesi in accordo con il governo nazionale argentino. A guidare il gruppo dei pionieri furono il capitano Sir Love Jones-Parry di Madryn e Lewis Jones, che negli anni a seguire faranno da intermediari con le autorità argentine.
Nel 1886 fu aperta al traffico la ferrovia che avrebbe unito la bassa valle del fiume Chubut a Puerto Madryn. La città fu chiamata Trelew in onore di Lewis Jones (tre significa "città" in lingua gallese e Lew è un apocope di Lewis), che si preoccupò di espandere la linea ferroviaria.

### Il massacro del 1972
Nell'agosto 1972 un gruppo di detenuti nel penitenziario federale di Rawson appartenenti ai movimenti guerriglieri Montoneros, ERP organizzò un'evasione di massa durante la quale rimase uccisa una guardia carceraria. Una volta evaso il gruppo, composto da ben 110 persone, si divise per raggiungere la base militare di Trelew dove un aereo appositamente dirottato li avrebbe condotti in Cile. A causa di mancanza di comunicazioni l'aeroplano partì senza attendere una parte degli evasi, 19 in tutto, che erano rimasti indietro non riuscendo a reperire delle automobili. Una volta atterrati nella città cilena di Puerto Montt i fuggiaschi chiesero asilo al governo del socialista Salvador Allende. Il resto del gruppo, rimasto bloccato Trelew, si arrese invece alle autorità in cambio di garanzie per la loro vita. Vennero poi rinchiusi nella base Almirante Zar della cittadina patagonica in attesa di essere trasferiti a Rawson. Il 22 agosto i 19 prigionieri furono prelevati e improvvisamente fucilati da uomini della marina all'interno della base. Del gruppo degli evasi solo in tre sopravvissero alla fucilazione. La città di Trelew fu perlustrata dai militari e dai gendarmi e alcuni cittadini furono catturati e rinchiusi nel carcere di Villa Devoto a Buenos Aires. L'intera città entro in sciopero e riuscì ad assicurare il rilascio dei prigionieri.
Questi incidenti furono documentati nel libro La Pasión según Trelew, di Tomás Eloy Martínez, inizialmente edito nel 1973, ma poi soppresso dalla dittatura del Processo di Riorganizzazione Nazionale, e infine ripubblicato nel 1997.

## Cultura

### Istruzione

#### Musei
- Museo Regionale Pueblo de Luis, ospitato nella vecchia stazione ferroviaria del Ferrocarril Nacional Patagónico, è uno dei musei di storia naturale più importanti dell'Argentina: espone fossili di piante e pesci, collezioni di specie di dinosauro autoctono.

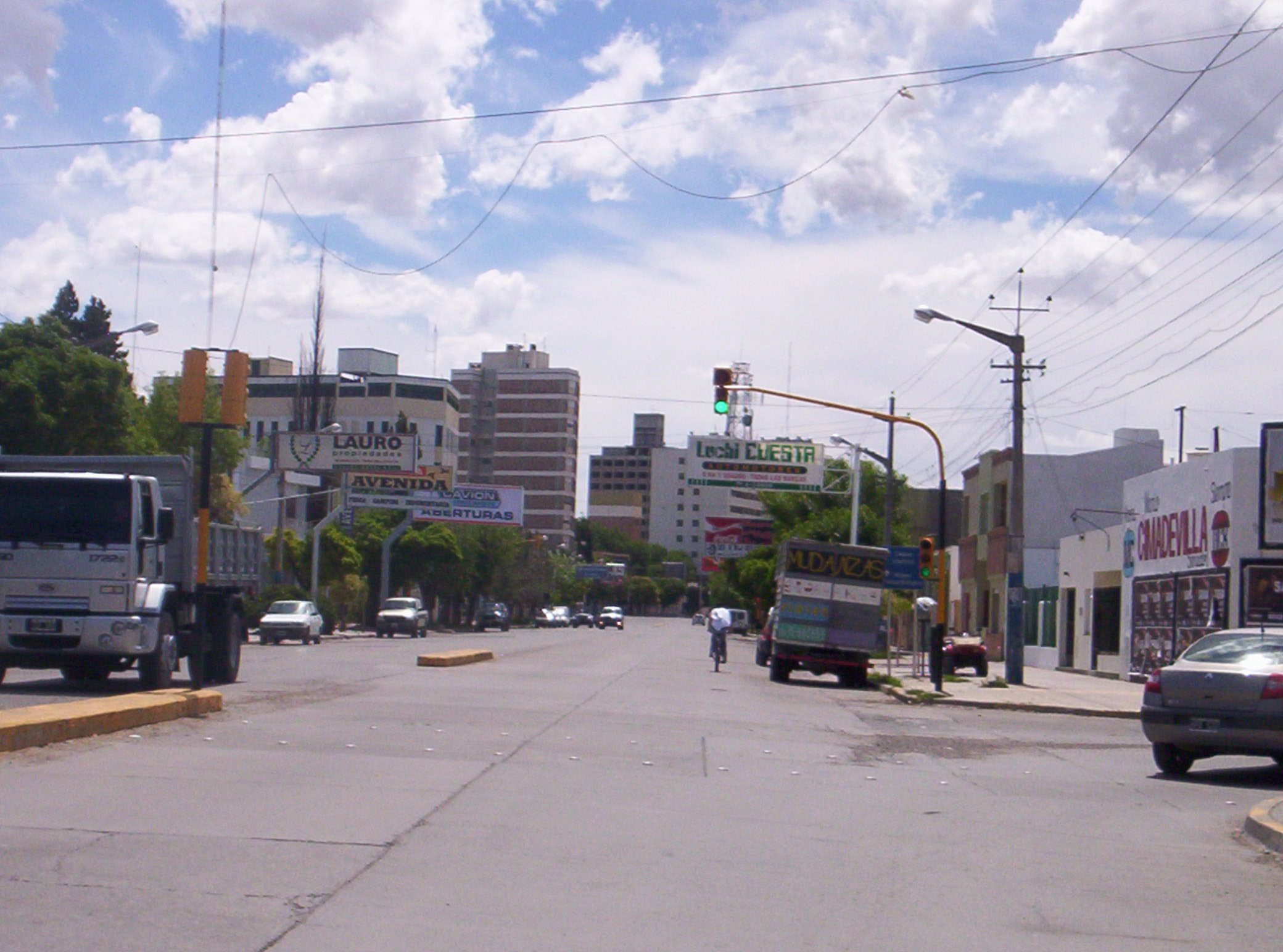
Vista del centro della città

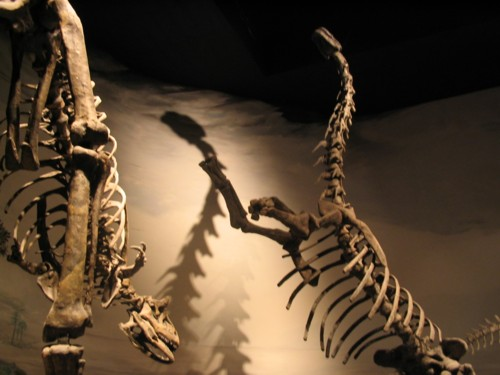
Museo Paleontologico Egidio Feruglio

- Museo Paleontologico Egidio Feruglio
- Punta Tombo

## Economia
Il tessuto economico di Trelew è legato principalmente all'agricoltura, alla zoo-tecnologia, all'industria, al turismo e al commercio. Tali attività sono integrate dai servizi necessari per il normale sviluppo degli stessi. Questi servizi hanno dato grande importanza alla città ed è una delle sue principali attività.
L'agricoltura è stata la prima attività nella zona risalgono all'arrivo dei coloni gallesi alla fine del XIX secolo. Con sacrificio e fatica trasformato la foce del fiume Chubut verso l'Oceano Atlantico nel fiume Chubut, una delle valli più a sud del mondo.
Le pecore allevamento predominante, dove l'industrializzazione e venduto il 95% della produzione della lana del paese, e attualmente ha un record di 4.044.239 capi della provincia (secondo la National Survey agricola 1996). Si svolge nella vicina città rurali e camere nella steppa patagonica. Tutto questo rende Trelew diventare il più grande "lana polo tessile di sviluppo" dell'Argentina.

## Infrastrutture e trasporti

### Strade
Trelew è situata all'intersezione tra la strada nazionale 3, che unisce Buenos Aires con la Patagonia e la Terra del Fuoco, e la strada nazionale 25, che unisce Rawson con l'interno del Chubut.

### Aeroporti
La città è servita dall'aeroporto Internazionale Almirante Marcos A. Zar situato a 6 km a nord dal centro.

## Sport

### Calcio
Le due principali società calcistiche della città sono il Racing de Trelew e l'Huracán de Trelew. 

### Rugby
Il Patoruzú Rugby Club e Trelew Rugby Club sono i club locali che praticano questo sport.